# Indicatif régional 520

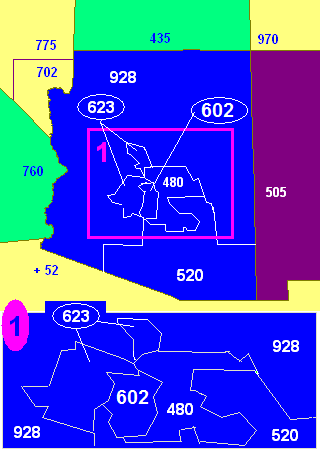
Carte de l'État de l'Arizona avec ses indicatifs régionaux

L'indicatif régional 520 est l'indicatif téléphonique régional qui dessert le sud-est de l'État de l'Arizona aux États-Unis.
L'indicatif régional 520 fait partie du Plan de numérotation nord-américain.

## Comtés desservis par cet indicatif régional
- Comté de Cochise
- Comté de Maricopa
- Comté de Pima
- Comté de Pinal
- Comté de Santa Cruz

## Principales villes desservies par cet indicatif régional
- Tucson
- Sierra Vista
- Ajo
- Amado
- Arivaca
- Arizona City
- Bapchule
- Benson
- Bisbee
- Bowie
- Casa Grande
- Catalina
- Cochise
- Coolidge
- Cortaro
- Douglas
- Dragoon
- Elfrida
- Elgin
- Eloy
- Florence
- Fort Huachuca
- Green Valley
- Hereford
- Huachuca City
- Kearny
- Lukeville
- Mammoth
- Marana
- Maricopa
- McNeal
- Mount Lemmon
- Naco
- Nogales
- Oracle
- Oro Valley
- Patagonia
- Pearce
- Picacho
- Pirtleville
- Pomerene
- Red Rock
- Rillito
- Rio Rico
- Sacaton
- Sahuarita
- Saint David
- San Manuel
- San Simon
- Sasabe
- Sells
- Sonoita
- Stanfield
- Superior
- Tombstone
- Topawa
- Tubac
- Tumacacori
- Vail
- Valley Farms
- Willcox